# Austropyrgus aslini
Austropyrgus aslini is een slakkensoort uit de familie van de Hydrobiidae. De wetenschappelijke naam van de soort is voor het eerst geldig gepubliceerd in 2003 door Clark, Miller en Ponder.